# John Squire

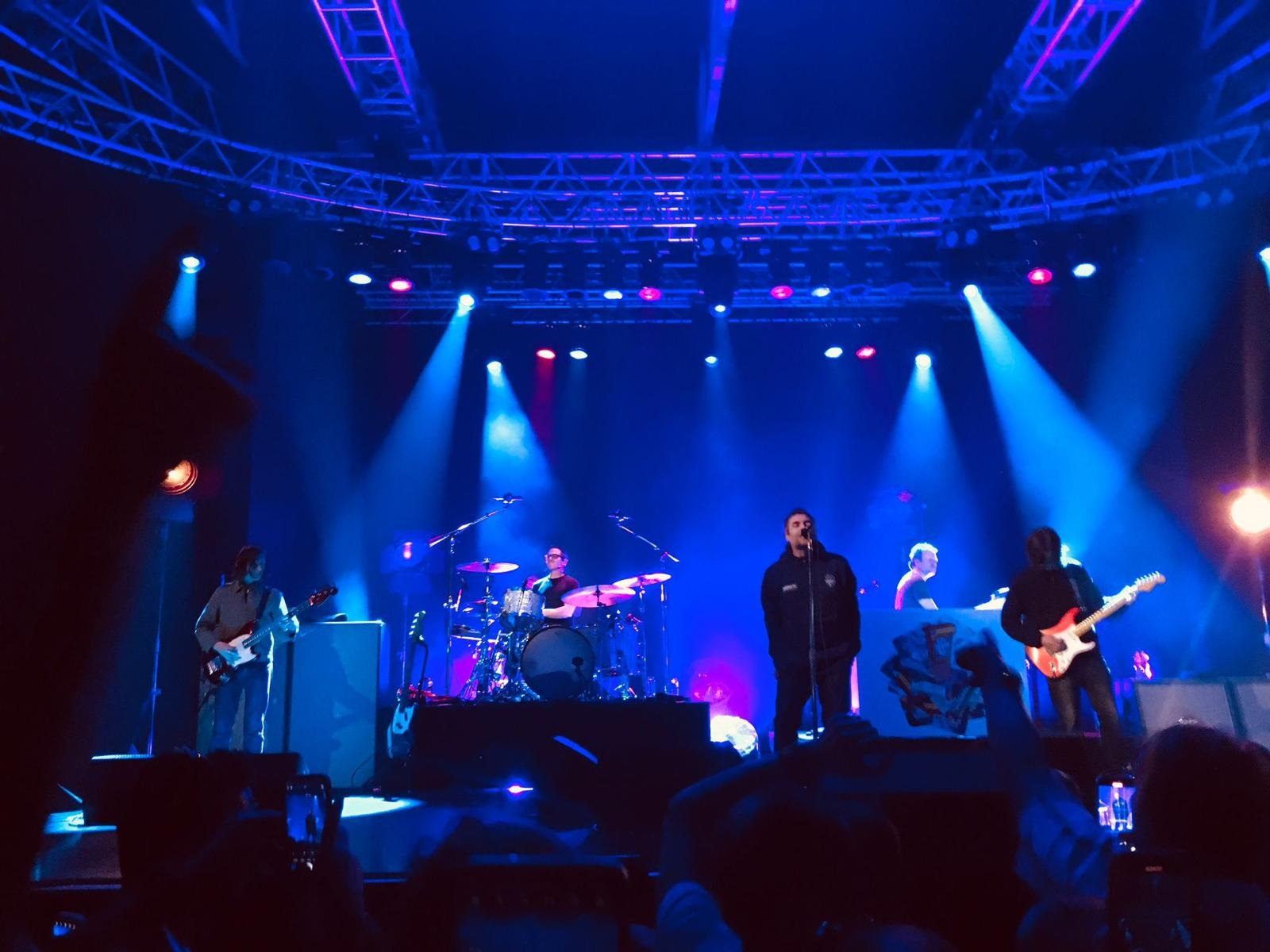
John Squire (a destra) in concerto a Milano insieme a Liam Gallagher nell'ultima tappa del tour europeo della primavera del 2024

John Squire (Broadheath, 24 novembre 1962) è un musicista inglese, noto per essere il chitarrista del gruppo The Stone Roses.

## Biografia

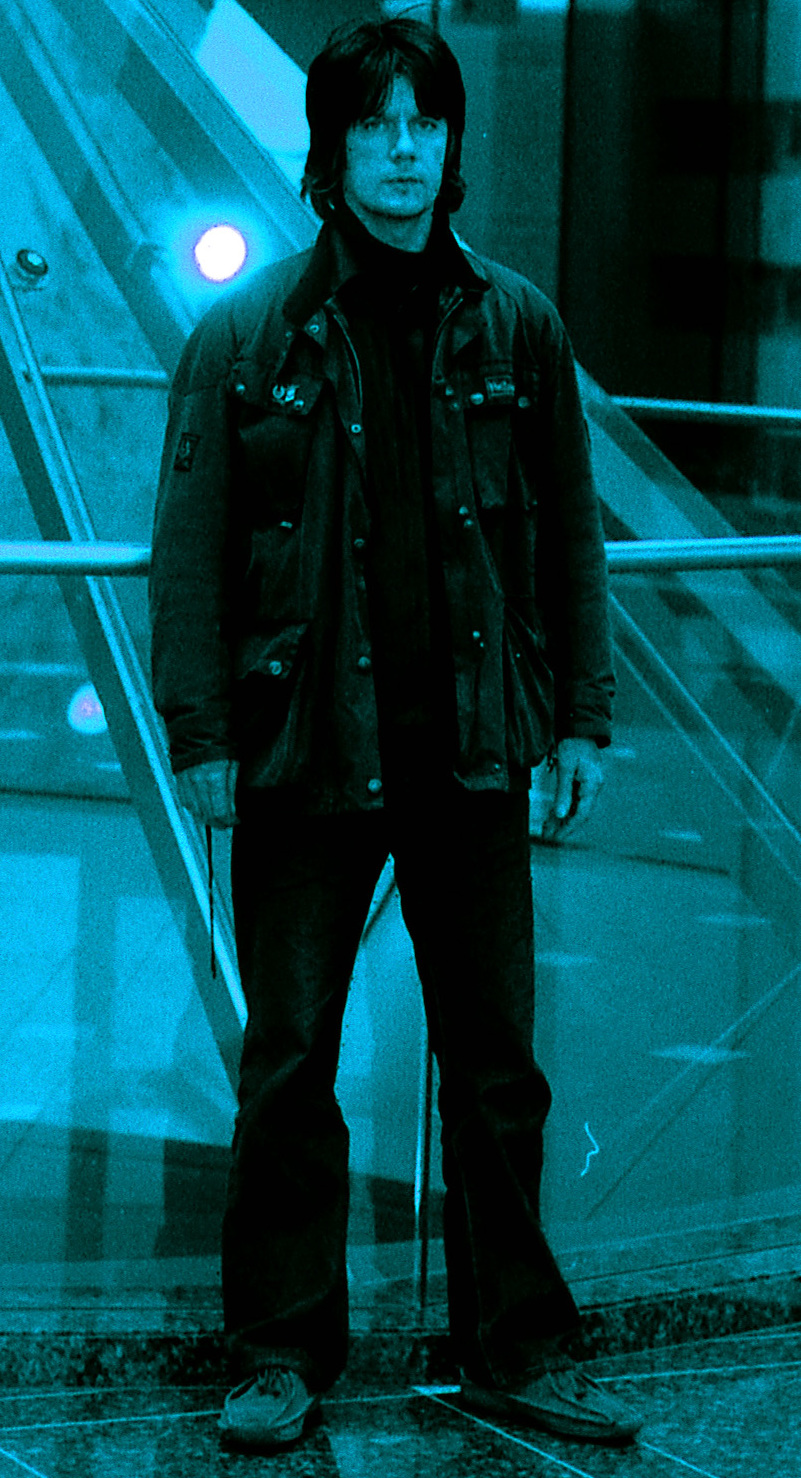
John Squire

Nato a Broadheath, nella contea metropolitana di Grande Manchester, crebbe nella Sylvan Avenue di Timperley, a un isolato di distanza da Ian Brown, e da bambino si distinse per la propensione artistica.
Nei primi anni ottanta Squire e Brown fondarono i Patrol, che divennero poi gli Stone Roses, di cui Squire fu il chitarrista principale dal 1984 al 1996. La collaborazione tra Squire e Brown nella scrittura delle canzoni fu il cuore della produzione dei testi e delle musiche della band, attiva nella scena definita Madchester. Nel 1989, con l'album The Stone Roses, la cui copertina fu disegnata dallo stesso Squire, gli Stone Roses raggiunsero la vetta delle classifiche e l'acclamazione di critica e pubblico. Considerato il pioniere del movimento Britpop degli anni novanta, il gruppo pubblicò Second Coming, il secondo album, nel 1994. Il disco, scritto principalmente da Squire, non incontrò i favori della critica e la band si sciolse il 1º aprile 1996.
Squire non nascose la propria disapprovazione per le band che si affacciavano nel panorama musicale del Britpop, eccezion fatta per gli Oasis. L'11 agosto 1996 fu invitato da Liam Gallagher sul palco dello storico concerto di Knebworth (250 000 spettatori in totale in due serate) per suonare la chitarra in Champagne Supernova e nella cover di I Am the Walrus.
Con tre personaggi prima non conosciuti, nel 1996 formò i Seahorses. Il disco Do It Yourself, uscito nel 1997, rimase l'unico della band, che si separò nel 1999 a causa di divergenze artistiche.
Nel 2002 Squire pubblicò l'album solista Time Changes Everything, cui fece seguito il concept album Marshall's House nel 2004.
In seguito è stato nuovamente attivo come chitarrista degli Stone Roses, riformatisi nel 2011 ed esibitisi per l'ultima volta nel 2017.
Il 3 e 4 giugno 2022 ha partecipato ai concerti tenuti da Liam Gallagher nel parco di Knebworth, nel Regno Unito, esibendosi per la prima volta in pubblico dopo cinque anni. Nell'occasione ha accompagnato, come chitarrista solista, la band sulla canzone Champagne Supernova, come aveva già fatto con gli Oasis a Knebworth nell'agosto 1996.
Il 21 dicembre 2023 Liam Gallagher e John Squire annunciano la pubblicazione del singolo Just Another Rainbow, frutto della collaborazione tra i due musicisti. Il brano viene pubblicato il 5 gennaio 2024, mentre il 26 gennaio viene diffusa la canzone Mars to Liverpool, entrambe tratte dall'album Liam Gallagher John Squire, in uscita il 1º marzo seguente. Contestualmente il 26 gennaio i due artisti annunciano un tour britannico ed europeo per marzo e aprile. L'8 marzo 2024, a una settimana dalla pubblicazione, il disco sale in vetta alla classifica britannica degli album: è il primo album di Squire giunto al primo posto della graduatoria.

## Discografia
Album in studio
- 2002 – Time Changes Everything n. 17 UK
- 2004 – Marshall's House
- 2024 – Liam Gallagher John Squire (con Liam Gallagher)

Singoli
- 2002 – Joe Louis n. 41 UK
- 2004 –  Room In Brooklyn

Album live/EP
- 2003 – Time Changes Everything Live EP (solo per il Giappone)